# Маслянка (посуд)

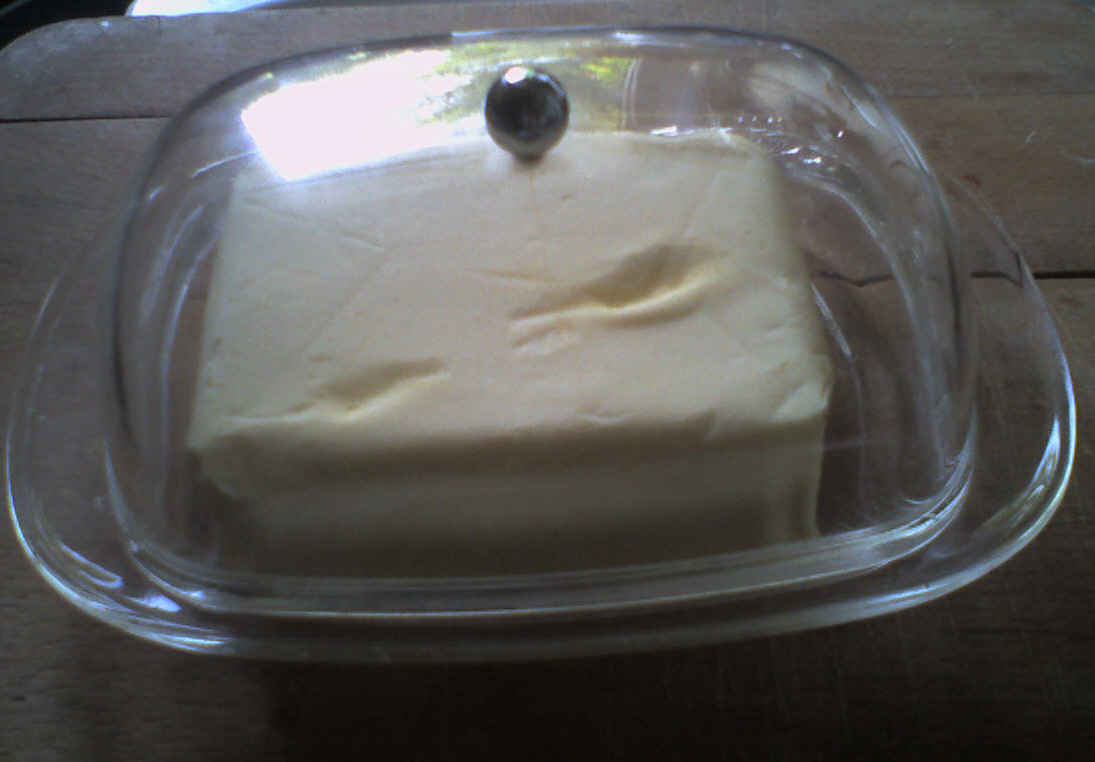
Маслянка з прозорого пластику

Масля́нка або масельни́чка — кухонна та столова тарілка, ємність для зберігання вершкового масла об'ємом від 100 до 300 і 500 г. 

## Опис та варіації
Класична порцелянова або фаянсова масляна зазвичай має форму миски — низького циліндра з кришкою і піддоном. Маслянки також випускають з кераміки, скла та пластику і найрізноманітніших форм — від прямокутних до багатогранних. Скляні масляни можуть бути як видувними, так і пресованими, зі знебарвленого та кольорового скла, а також кришталю. В оформленні маслянок використовують малюнки та гравіювання. Дорожні маслянки виготовляють зазвичай з пластмаси і з кришкою, що нагвинчується.